# Chloronia pallida
Chloronia pallida är en insektsart som först beskrevs av K. Davis 1903.  Chloronia pallida ingår i släktet Chloronia och familjen Corydalidae. Inga underarter finns listade i Catalogue of Life.